# Biosemiotika
Biosemiotika (od grčkog bios (život) i semeion (znak)) je disciplina koja predstavlja presek semiotike i biologije i koja proučava proizvodnju i interpretaciju znakova i kodova u biološkom realmu. Biosemiotika pokušava da integriše pronalaske iz biologije sa semiotičkim metodama, i predlaže paradigmatski obrt u naučnom viđenju života, ukazujući na to da je semioza (znakovni proces koji uključuje stvaranje značenja i smisla i interpretaciju istih) imanentan i intrinistički element života. Termin "biosemiotika" je prvi koristio Fridrih S. Rotšild 1962. godine, a Tomas Sebeok i Ture fon Ukskul su učinili mnogo kako bi popularizovali termin i polje. Disciplina koja dovodi u pitanje normativna viđenja biologije je generalno podeljena na teorijsku i primenjenu biosemiotiku.

## Definicija
Biosemiotika je biologija interpretirana kao studija znakovnih sistema, ili tačnije, studija:
- značenja i označavanja, komunikacije i formiranja navike u životnim procesima
- semioza (proizvodnja i promena znakovnih odnosa) u živom svetu
- biološka osnova svih znakova i interpretacija znakova.

## Pristupi
Definisanje biosemiotike kao „biologije interpretirane kao studija sistema znakova“ podrazumeva ne samo naglašavanje bliskog odnosa između biologije kakvu je poznajemo (kao naučno istraživačko polje) i semiotike (studije znakova), već pre svega podrazumeva i drastičnu promenu pogleda na život, ne samo iz perspektive molekula i hemije, već i znakova koji se prenose i interpretiraju od strane drugih živih znakova na mnoštvo različitih načina, uključujući i molekule kao znakove. U tom smislu, biosemiotika uzima u obzir kompleksnost živih procesa kojima se biologija bavi - od molekularne biologije do nauka o mozgu i ponašanju - premda biosemiotika pokušava da sjedini odvojene zaključke istraživanja različitih bioloških disciplina (uključujući i evolutivnu biologiju) u novu ujedinjenu perspektivu o centralnom fenomenu živog sveta, uključujući i proizvodnju funkcije i značenja u živim sistemima, od ribozoma do ekosistema i od nastanka života do njegovog ultimativnog značenja. 
Nudeći nove koncepte, teorije i studije slučaja iz biologije, biosemiotika pokušava da skrene pažnju na neka od neodgovorenih pitanja o poreklu značenja u univerzumu. Značenje (i znakovi) se ovde smatraju u veoma opštem smislu, to jest, ne samo kao prenosnici informacije sa jednog mesta na drugo, već i kao generatori samog sadržaja i značenja te informacije u ljudskim i neljudskim proizvođačima i primaocima znakova. Znakovni procesi se smatraju tada realnim: oni su određeni regularnostima (navikama ili prirodnim zakonima) koje mogu biti otkrivene i objašnjene. One su intrinističke u živom svetu i mi im možemo pristupiti indirektno kroz druge znakovne procese (na primer, kvalitativne distinktivne metode) - iako ljudsko reprezentovanje i razumevanje ovih procesa (u konstruktima objašnjenja) stvara odvojeni naučni znakovni sistem, različit od znakovnih procesa organizama. 
Jedna od centralnih karakteristika živih sistema je visoko organizovani karakter njihovih fizičkih i hemijskih procesa, delom zasnovan na informativnim i molekularnim osobinama genoma. Renomirani biolozi Ernst Majr i Manfred Ajgen su ove informacione aspekte smatrali jednom od osobina nastanka života kao procesa koji razlikuje život od svega ostalog u fizičkom svetu, osim možda kompjutera koje su napravili ljudi. 
Tradicionalna biologija (i filozofija biologije) ove procese smatra kao isključivo fizičke i pod uticajem redukcionističke i mehanicističke tradicije usvaja veoma ograničen pojam fizičkog, koji ima veze samo sa efikasnom uzročnošću. Biosemiotika koristi semiotičke koncepte (u smislu u kom ih je Čarls Sanders Pers koristio, kao široke logičke i naučne studije dinamičkih znakovnih akcija u ljudima kao i svugde u prirodi) da odgovori na pitanja o biološkom nastanku značenja, intencionalnosti i fizičkom svetu. Ova pitanja su ili teška ili potpuno nekoherentna u čistim mehanističkim ili fizičkim okvirima. 
Biosemiotika vidi evoluciju života i evoluciju znakovnih sistema kao dva aspekta istog procesa. Naučni pristup poreklu evolucije života je, delom zahvaljujući molekularnoj biologiji, stvorio visoko vrednovana otkrića o spoljašnjim aspektima čitavog procesa, ali je zanemario unutrašnje kvalitativne aspekte znakovne aktivnosti, što je dovelo do redukovane slike o uzročnosti. 
Kompleksni samo-organizujući živi sistemi su takođe organizovani formalnom i konačnom uzročnošću - formalnom u smislu uzročnosti čitave strukture ka dole (kao što su organizmi) do individualnih molekula, ograničavajući njihove aktivnosti ali i darujući im funkcionalna značenja u odnosu na čitav metabolizam; i konačnom u smislu njihove tendencije da stvaraju navike i da generišu buduće interpretante trenutnih znakovnih aktivnosti. Usled toga, biosemiotika se oslanja i na uvide iz disciplina kao što su teorija sistema, teorijska biologija i studija kompleksnih samo-organizujućih sistema. 
Određena naučna polja kao što su molekularna biologija, kognitivna etologija, kognitivne nauke, robotika i neurobiologija bave se informacionim procesima na različitim nivoima i tako spontano doprinose znanju o biosemiozi (znakovnim aktivnostima u živim sistemima). 
Biosemiotika i dalje ne stoji kao zaseban disciplinarni istraživajući program, već kao generalna perspektiva o potrebi za istraživanjem uloge koju upotreba "znaka" ima u životnom procesu, kao i pokušaj da se ti zaključci integrišu i da se stvori semiotička osnova biologije. Biosemiotika takođe može da pomogne pri rešavanju kartezijanskog dualizma koji idalje uhodi filozofiju uma. Opisivajući kontinuitet između tela i uma, ili ukazujući na to da je ovo pogrešna ili bar distinkcija koja nije od pomoći, biosemiotika može takođe da pomogne u razumevanju kako ljudska "umnost" može prirodno da nastane iz primitivnihih procesa telesnog životinjskog „znanja“.

## Osnovne grane
U odnosu na osnovne tipove semioze koji se proučavaju, biosemiotika se može podeliti na:
- Vegetativnu semiotiku (endosemiotika, fitosemiotika), studiju semioze na ćelijskom i molekularnom nivou (uključujući i procese prevođenja vezane za genom i organske forme ili fenotipe);[3][4] vegetativna semioza se pojavljuje u svim organizmima na ćelijskom ili nivou tkiva; vegetativna semiotika uključuje prokariotsku semiotiku, interakcije koje su posredovane znakovima u zajednicama bakterija kao što su kolektivno osećanje i kolektivno gašenje;
- Zoosemiotika, koja se bavi znakovnim procesima kod životinja i organizama sa neuromuskularnim sistemima, i takođe uključuje antroposemiotiku, studiju semiotičkog ponašanja ljudi;
- Ekosemiotika, disciplinu koja obuhvata etiku životne sredine, ekokritku, političke prakse vezane za životnu sredinu i ekologiju.

U odnosu na dominantne aspekte semioze koja se proučava, sledeća obeležja mogu se koristiti: biopragmatika, biosemantika i biosintaktika.

## Istorijat
Pored Čarlsa Sendersa Persa (1839-1914) i Čarlsa V. Morisa (1903-1979), rani pioniri biosemiotike su bili Jakob fon Ukskul (1864-1944), Hajni Hediger (1908-1992), Đorđo Prodi (1928-1987), Marsel Florkin (1900-1979) i Fridrih S. Rotšild (1899-1995); a očevima savremene discipline se smatraju Tomas Sebeok (1920-2001) i Ture fon Ukskul (1908-2004). 
Savremeni period je iniciran Kopenhagen-Tartu školom i uključuje teoretičare kao što su Jesper Hofmejer, Kalevi Kul, Klaus Emehe, Terens Dikon, Luis Bruni, Aleksej Šarov, Soren Brier, Marcelo Barbieri, Anton Markoš, Hauart Pate, Jari Neuman, Timo Maran, Donald Favro, Martin Krampen, Frederik Stjernfelt, Flojd Merel, Mirden Anderson, Lusia Santela, Marsel Danesi, Vinfred Not, Džon Dili, Džon Kolier, Tomi Vehkavara, Ginter Vicanj, Peter Kariani, Majkl Konrad, Klif Džoslin, Luis M. Roča, i drugi. 
2001. godišnja internacionalna konferencija iz biosemiotičkog istraživanja (Okupljanja Biosemiotičara) je zasnovana, i od tada se svake godine dešava na drugom mestu. 
2004. grupa biosemiotičara - Marselo Barbieri, Klaus Emehe, Jesper Hofmejer, Kalevi Kul i Anton Markoš - je odlučila da osnuje internacionalni biosemiotički žurnal. Pod njihovim vođstvom je osnovan Žurnal biosemiotike koji su izdale kuće Nova naučni izavači (dva izdanja iz 2005) i Springer 2008. 
Internacionalno društvo za biosemiotičke studije osnovano je 2005. Kolektivni programski tekst sa tezama o osnovama biosemiotike pojavio se 2009.

## Literatura
- Favareau, D. (ed.). Essential Readings in Biosemiotics: Anthology and Commentary. Berlin: Springer. 2010. ISBN 978-1-4020-9649-5.
- Favareau, D. (2006). The evolutionary history of biosemiotics. In "Introduction to Biosemiotics: The New Biological Synthesis." Marcello Barbieri (Ed.) Berlin: Springer. pp 1–67.
- Claus Emmeche; Kalevi Kull (eds.) (2011). Towards a Semiotic Biology: Life is the Action of Signs. London: Imperial College Press.
- Emmeche, Claus; Kalevi Kull and Frederik Stjernfelt. (2002): Reading Hoffmeyer, Rethinking Biology. (Tartu Semiotics Library 3). Tartu: Tartu University Press.
- Jesper Hoffmeyer. (1996): Signs of Meaning in the Universe. Bloomington: Indiana University Press. (special issue of Semiotica vol. 120 (no.3-4), 1998, includes 13 reviews of the book and a rejoinder by the author).
- Jesper Hoffmeyer (2008). Biosemiotics: An Examination into the Signs of Life and the Life of Signs. Scranton: University of Scranton Press.
- Jesper Hoffmeyer; Kull, Kalevi (2003): James Mark Baldwin and Biosemiotics: What Intelligence Is For. In: Bruce H. Weber and David J. Depew (eds.), Evolution and Learning - The Baldwin Effect Reconsidered'. Cambridge: The MIT Press.
- Kull, Kalevi, eds. (2001). Jakob von Uexküll: A Paradigm for Biology and Semiotics. Berlin & New York: Mouton de Gruyter. [ = Semiotica vol. 134 (no.1-4)].
- Thomas Sebeok; Umiker-Sebeok, Jean (eds.) (1992): Biosemiotics. The Semiotic Web 1991. Berlin and New York: Mouton de Gruyter.
- Sebeok, Thomas A.; Hoffmeyer, Jesper; Emmeche, Claus (eds.) (1999). Biosemiotica. Berlin & New York: Mouton de Gruyter. [ = Semiotica vol. 127 (no.1-4)].
- Witzany, G. (2006). The Logos of the Bios 1. Contributions to the foundation of a three leveled biosemiotics. Helsinki: Umweb.
- Witzany, G. (ed.) (2007). Biosemiotics in Transdisciplinary Contexts: Proceedings of the Gathering in Biosemiotics 6, Salzburg 2006. Helsinki: Umweb.
- Friedrich Rothschild (2000). Creation and Evolution: A Biosemiotic Approach. Edison, New Jersey: Transaction Publishers.
- Jesper Hoffmeyer (ed.)(2008). A Legacy for Living Systems: Gregory Bateson as a Precursor to Biosemiotics. Berlin: Springer.
- Barbieri, Marcello (ed.) (2008). "The Codes of Life: The Rules of Macroevolution." Berlin: Springer.

## Spoljašnje veze
- „”. Архивирано на веб-сајту  (25. фебруар 2013)